# Parectropis intermediata
Parectropis intermediata là một loài bướm đêm trong họ Geometridae.